# Kongregacija za katolički odgoj
Kongregacija za katolički odgoj (lat.: Congregatio de Institutione Catholica (Studiorum Institutis)) je papinska asocijacija Rimske kurije, koja je odgovorna za: sveučilišta, fakultete, institute i visoka učilišta, crkvena ili ne-crkvena ovisne o crkvenim osobama; i škole i obrazovne institucije ovisne o crkvenim vlastima.
Također je bila zadužen za regulaciju seminara, koji pripremaju studente koji namjeravaju postati svećenici (sjemeništarci) za ređenja prezbiterata, do 16. siječnja 2013. kada je papa Benedikt XVI. prenio nadzor nad seminarima i svim ostalim srodnim programima formacije za svećenike i đakone iz ovog Dikasterija u Kongregaciju za kler, koji općenito regulira pitanja đakona i svećenika, ne samo njihovo obrazovanje. Kongregacija za katolički odgoj zadržava odgovornost za pitanja koja se odnose na strukturu seminarskih kurikuluma u filozofiji i teologiji, u dogovoru s Kongregacijom za kler.
Papa Siksto V. je 1588. s Ustavom Immensa utemeljio preteču ove Kongregacije, koja je nadgledala Rimsko sveučilište La Sapienza i druga značajna sveučilišta toga doba, kao što su: Bologna, Pariz i Salamanca. Godine 1824., papa Lav XII. osnovao je Kongresni studij za obrazovne institucije u Papinskoj Državi, koji je 1870. godine počeo nadgledati katolička sveučilišta. Papa Pio X. potvrdio je ovu ustanovu 1908., a papa Benedikt XV. utemeljio je 1915. sekciju za sjemeništvo pridruživši mu "Congregatio studiorum" i nazvao ga "Congregatio de Seminariis et Studiorum Universitatibus". Godine 1967. papa Pavao VI. preimenuje ga u "Sacra Congregatio pro institutione Catholica". Sadašnje ime "Kongregacija za katolički odgoj (instituti studija)" proizlazi od pape Ivana Pavla II. Iz 1988. godine.